# Aktinometer

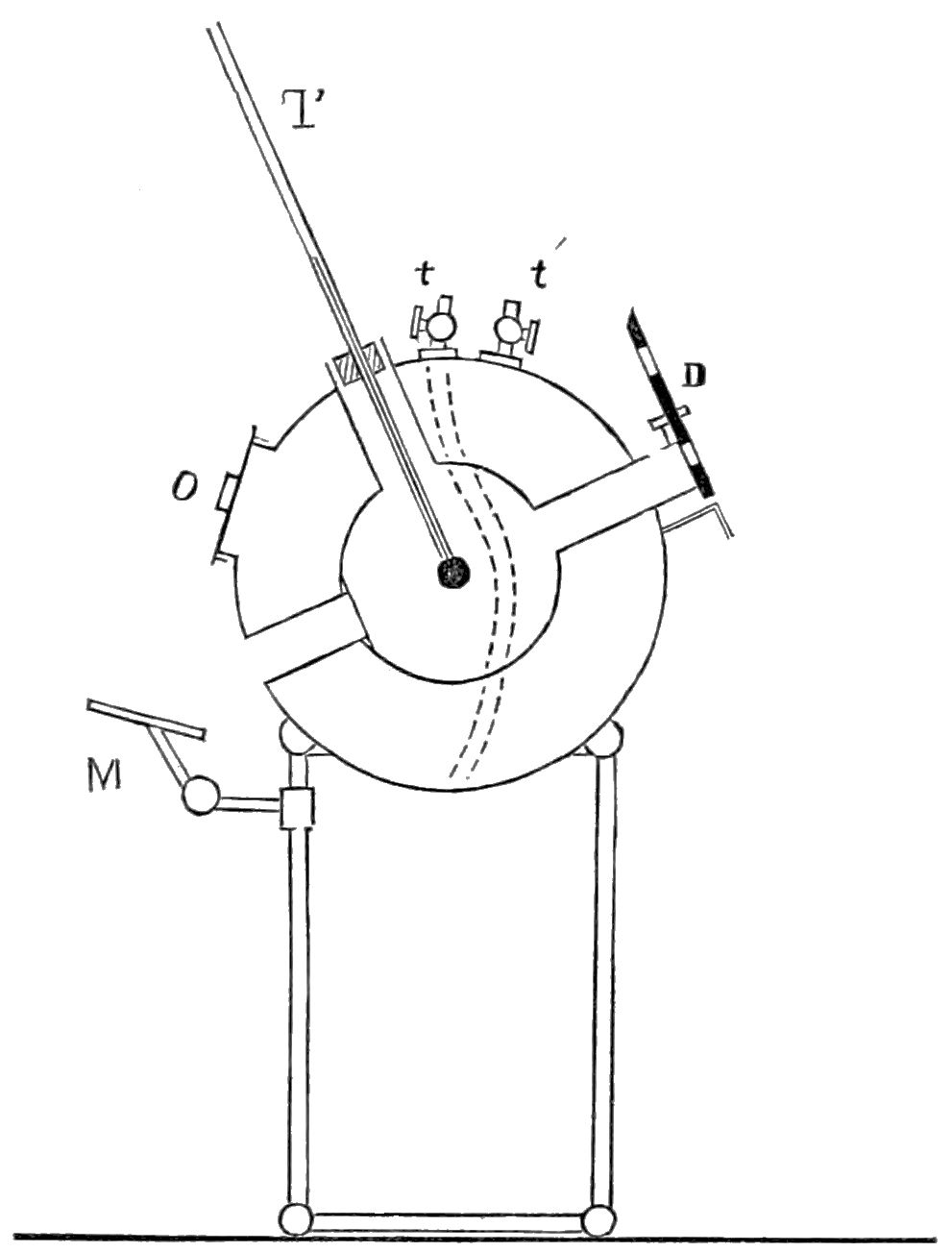
Actinometer nach Jules Violle

Das Aktinometer ist ein relatives Messgerät für die direkte Sonneneinstrahlung (Direktstrahlung). Das Aktinometer muss durch den Vergleich mit einem Absolutinstrument, dem Pyrheliometer, geeicht werden. Ein älteres derartiges Instrument ist das von W. A. Michelson angegebene Aktinometer.
Aktinometer nutzen chemische Veränderungen bestimmter Substanzen, die bei Bestrahlung zum Messen der Strahlungsintensität ausgenutzt werden. Man benutzt u. a. Bimetall-Folien, die sich bei Bestrahlung so verbiegen, dass man auf einer Messskala die Intensität ablesen kann.
Bei dem Universal-Aktinometer von Franz Linke besteht der Empfänger aus einer Lamelle von dünnem Konstantanblech, hinter der die aktiven Lötstellen einer neunteiligen Thermosäule aus Manganin-Konstantan angebracht sind. Die zweiten Lötstellen sind thermisch und elektrisch isoliert zu beiden Seiten der Lamelle angebracht. Der gesamte Apparat ist in einen Aluminiumkörper eingebaut und besitzt am Einfallspalt einen Schieber mit Filterglas, wobei ein Quarzschutz als Windschutz dient. Die Ablesung erfolgt mit einem Drehpulszeigergalvanometer.